# کوه بارسا
کوه بارسا (به عربی: جبل برصایا) یک کوه در سوریه است که در استان حلب واقع شده‌است. کوه بارسا ۸۴۸ متر بالاتر از سطح دریا واقع شده‌است.